# Eileen Bennett Whittingstall
Eileen Bennett Whittingstall (ur. 16 lipca 1907, zm. 18 sierpnia 1979) – brytyjska tenisistka, zwyciężczyni sześciu turniejów wielkoszlemowych.

## Kariera
Chociaż większość sukcesów zanotowała w deblu i mikście, Whittingstall osiągnęła finały French Open w 1928 roku oraz US Open w 1931 roku. Oba decydujące spotkania przegrała w dwóch setach z Helen Wills Moody. Dwukrotnie zdobyła tytuł deblowy we French Open: w 1928 roku w parze z Phoebe Holcroft Watson i w 1931 roku razem z Betty Nuthall. Whittingstall i Nuthall przegrały też finał w 1932 roku z Helen Wills Moody i Elizabeth Ryan.
Whittingstall w parze z Ermyntrude Harvey dotarły do finału Wimbledonu w 1928 roku, przegrywając z Phowbe Holcroft Watson i Peggy Saunders 2:6, 3:6. Natomiast w roku 1931 wygrała razem z Betty Nuthall US Open, pokonując Helen Jacobs i Dorothy Round Little w finale w dwóch setach. Whittingstall dwukrotnie współpracowała z Henri Cochetem we French Open. Zarówno w 1928, jak i 1929 roku, pokonali w finale Helen Wills Moody i Franka Huntera. Whittingstall i Cochet przegrali finał French Open w 1930 roku z Williamem Tildenen i Cilly Aussem.
Whittingstall i Cochet zdobyli tytuł Wimbledonu w mikście w 1927 roku, pokonując w finale Hazel Hotchkiss Wightman i René Lacoste.
Według Arthura Wallisa Myersa z brytyjskiego dziennika The Daily Telegraph, w 1928, 1929, 1931 i 1932 roku zajmowała w światowym rankingu miejsca w pierwszej dziesiątce, osiągając w szczycie kariery 3. pozycję w 1931 roku.
Eileen Bennet Whittingstall jest uznawana za pierwszą tenisistkę, która nosiła spódnicę powyżej kolana.

## Życie prywatne
Od 19 listopada 1929 roku była żoną malarza Edmunda Fearnleya-Whittingstalla. Rozwiedli się w 1936 roku. 28 września 1936 roku poślubiła Marcusa Marsha, trenera koni wyścigowych. 7 marca 1937 urodziła córkę. Rozwiodła się na początku 1947 roku i poślubiła w czerwcu tego samego roku Geoffreya Ackroyda. Po raz czwarty i ostatni poślubiła Carla Vyvyana Forslinda, który przeżył z nią aż do śmierci.